# Distinciones de la Cruz Roja Española
Las Distinciones de la Cruz Roja Española integran un conjunto de condecoraciones civiles españolas que tienen por objeto premiar a las personas que se hayan destacado de forma relevante por sus actuaciones voluntarias o en apoyo, colaboración, defensa, difusión y cumplimiento de los principios y objetivos de la Cruz Roja Española. Se encuentran reguladas en el artículo quinto, capítulo primero, del Reglamento General Orgánico de Cruz Roja Española que se aprobó el 29 de julio de 1998.
Todas las Distinciones de la Cruz Roja Española cuentan con una sola modalidad, y son las siguientes: 
- Gran-Placa de Honor y Mérito
- Placa de Honor
- Medalla de Oro
- Medalla de Plata
- Medalla de Bronce
- Medalla a la Constancia
- Diploma de Reconocimiento de la Acción Voluntaria
- Diploma de Honor

La Gran-Placa de Honor y Mérito es entregada por los Reyes de España, decidiendo sobre las candidaturas la Asamblea General o el Comité Nacional de la Cruz Roja Española. La Placa de Honor la otorga el Comité Nacional de Cruz Roja Española. La Medalla de Oro la concede el Comité Nacional o el presidente de la Cruz Roja Española, la de Plata es entregada por los comités autonómicos de la Cruz Roja Española o por sus presidentes,  y las de bronce y a la constancia por los comités provinciales o sus presidentes.
Los diplomas, en sus dos categorías, son otorgados por los comités autonómicos o sus presidentes. Estos últimos pueden delegar la facultad de la concesión del Diploma de Honor en los comités provinciales o -en sus presidentes.
Los diferentes órganos de gobierno y los presidentes de cualquier ámbito de la Cruz Roja Española pueden realizar propuestas de distinciones, excepto el los casos de la Gran Placa de Honor y Mérito y la de la Placa de Honor.
La Cruz Roja Española cuenta con un órgano asesor en materia de condecoraciones, la Junta Nacional de Distinciones, que establece unos criterios públicos y homogéneos para el conjunto de España y mantiene el registro de las diferentes distinciones. Son miembros de esta junta el presidente de la Cruz Roja Española o persona en quien delegue, cinco vocales elegidos por el Comité Nacional y un secretario, el secretario general de la Cruz Roja Española.